# Japonia na Mistrzostwach Świata w Lekkoatletyce 2013
Japonia na Mistrzostwach Świata w Lekkoatletyce 2013 – reprezentacja Japonii podczas mistrzostw świata w Moskwie liczyła 44 zawodników. Zdobyła jeden medal brązowy

## Medaliści
| Medal | Zawodnik       | Konkurencja    |
| ----- | -------------- | -------------- |
|       | Kayoko Fukushi | maraton kobiet |

## Występy reprezentantów Japonii

### Mężczyźni

#### Konkurencje biegowe
| Konkurencja                | Zawodnik                                                                                         | Runda 1      | Runda 1 | Półfinał | Półfinał | Finał         | Finał   |
| Konkurencja                | Zawodnik                                                                                         | Rezultat     | Pozycja | Rezultat | Pozycja  | Rezultat      | Pozycja |
| -------------------------- | ------------------------------------------------------------------------------------------------ | ------------ | ------- | -------- | -------- | ------------- | ------- |
| Bieg na 100 m              | Ryōta Yamagata                                                                                   | 10,21        | 22.     | NQ       | NQ       | NQ            | NQ      |
| Bieg na 100 m              | Yoshihide Kiryū                                                                                  | 10,31        | 33.     | NQ       | NQ       | NQ            | NQ      |
| Bieg na 200 m              | Shōta Iizuka                                                                                     | 20,71        | 24. Q   | 20,61    | 19.      | NQ            | NQ      |
| Bieg na 200 m              | Kei Takase                                                                                       | 20,96        | 33.     | NQ       | NQ       | NQ            | NQ      |
| Bieg na 200 m              | Yuichi Kobayashi                                                                                 | 20,97        | 34.     | NQ       | NQ       | NQ            | NQ      |
| Bieg na 400 m              | Yūzō Kanemaru                                                                                    | 46,18        | 24. q   | 46,28    | 23.      | NQ            | NQ      |
| Bieg na 5000 m             | Yuki Sato                                                                                        | 13:37,07     | 23.     | —        | —        | NQ            | NQ      |
| Bieg na 10 000 m           | Tsuyoshi Ugachi                                                                                  | —            | —       | —        | —        | 27:50,79 (SB) | 15.     |
| Bieg na 10 000 m           | Suguru Ōsako                                                                                     | —            | —       | —        | —        | 28:19,50      | 21.     |
| Bieg na 10 000 m           | Yuki Sato                                                                                        | —            | —       | —        | —        | DNF           | DNF     |
| Maraton                    | Kentaro Nakamoto                                                                                 | —            | —       | —        | —        | 2:10:50       | 5.      |
| Maraton                    | Masakazu Fujiwara                                                                                | —            | —       | —        | —        | 2:14:29       | 14.     |
| Maraton                    | Kazuhiro Maeda                                                                                   | —            | —       | —        | —        | 2:15:25       | 17.     |
| Maraton                    | Yuki Kawauchi                                                                                    | —            | —       | —        | —        | 2:15:35       | 18.     |
| Maraton                    | Hiroyuki Horibata                                                                                | —            | —       | —        | —        | DNF           | DNF     |
| Bieg na 400 m przez płotki | Takayuki Kishimoto                                                                               | 49,96        | 21. Q   | DSQ      | DSQ      | NQ            | NQ      |
| Bieg na 400 m przez płotki | Yasuhiro Fueki                                                                                   | 50,66        | 29.     | NQ       | NQ       | NQ            | NQ      |
| Bieg na 400 m przez płotki | Takatoshi Abe                                                                                    | 51,41        | 32.     | NQ       | NQ       | NQ            | NQ      |
| Sztafeta 4 × 100 m         | Yoshihide Kiryū Kenji Fujimitsu Kei Takase Shōta Iizuka Yuichi Kobayashi Ryōta Yamagata          | 38,23 (SB)   | 5.      | —        | —        | 38,39         | 6.      |
| Sztafeta 4 × 400 m         | Kengo Yamazaki Yūzō Kanemaru Hideyuki Hirose SHiroyuki Nakano Kenji Fujimitsu Takayuki Kishimoto | 3:02,43 (SB) | 10.     | —        | —        | NQ            | NQ      |
| Chód na 20 km              | Takumi Saito                                                                                     | —            | —       | —        | —        | 1:22:09       | 6.      |
| Chód na 20 km              | Yūsuke Suzuki                                                                                    | —            | —       | —        | —        | 1:23:20       | 12.     |
| Chód na 50 km              | Takayuki Tanii                                                                                   | —            | —       | —        | —        | 3:44:26       | 9.      |
| Chód na 50 km              | Hirooki Arai                                                                                     | —            | —       | —        | —        | 3:45:56 (PB)  | 11.     |
| Chód na 50 km              | Kōichirō Morioka                                                                                 | —            | —       | —        | —        | 3:53:54       | 23.     |

#### Konkurencje techniczne
| Konkurencja    | Zawodnik          | Eliminacje | Eliminacje | Finał     | Finał   |
| Konkurencja    | Zawodnik          | Rezultat   | Pozycja    | Rezultat  | Pozycja |
| -------------- | ----------------- | ---------- | ---------- | --------- | ------- |
| Skok o tyczce  | Seito Yamamoto    | 5,55       | 7. q       | 5,75 (PB) | 6.      |
| Skok o tyczce  | Daichi Sawano     | 5,40       | 14.        | NQ        | NQ      |
| Skok o tyczce  | Hiroki Ogita      | 5,40       | 21.        | NQ        | NQ      |
| Rzut młotem    | Kōji Murofushi    | 76,27      | 8. q       | 78,03     | 6.      |
| Rzut oszczepem | Yukifumi Murakami | 77,75      | 22. q      | NQ        | NQ      |
| Dziesięciobój  | Keisuke Ushiro    | —          | —          | 7751      | 22.     |

### Kobiety

#### Konkurencje biegowe
| Konkurencja                | Zawodniczka       | Runda 1    | Runda 1 | Półfinał | Półfinał | Finał         | Finał   |
| Konkurencja                | Zawodniczka       | Rezultat   | Pozycja | Rezultat | Pozycja  | Rezultat      | Pozycja |
| -------------------------- | ----------------- | ---------- | ------- | -------- | -------- | ------------- | ------- |
| Bieg na 200 m              | Chisato Fukushima | 23,85      | 38.     | NQ       | NQ       | NQ            | NQ      |
| Bieg na 5000 m             | Misaki Onishi     | 16:16,52   | 19.     | —        | —        | NQ            | NQ      |
| Bieg na 10 000 m           | Hitomi Niiya      | —          | —       | —        | —        | 30:56,70 (PB) | 5.      |
| Maraton                    | Kayoko Fukushi    | —          | —       | —        | —        | 2:27:45       | brąz    |
| Maraton                    | Ryoko Kizaki      | —          | —       | —        | —        | 2:31:28       | 4.      |
| Maraton                    | Mizuki Noguchi    | —          | —       | —        | —        | DNF           | DNF     |
| Bieg na 100 m przez płotki | Hitomi Shimura    | 12,71      | 34.     | NQ       | NQ       | NQ            | NQ      |
| Bieg na 400 m przez płotki | Satomi Kubokura   | 56,33 (SB) | 17.     | NQ       | NQ       | NQ            | NQ      |
| Chód na 20 km              | Kumi Otoshi       | —          | —       | —        | —        | 1:32:44       | 26.     |
| Chód na 20 km              | Masumi Fuchise    | —          | —       | —        | —        | 1:33:13 (SB)  | 29.     |

#### Konkurencje techniczne
| Konkurencja    | Zawodniczka     | Eliminacje | Eliminacje | Finał    | Finał   |
| Konkurencja    | Zawodniczka     | Rezultat   | Pozycja    | Rezultat | Pozycja |
| -------------- | --------------- | ---------- | ---------- | -------- | ------- |
| Skok wzwyż     | Miyuki Fukumoto | 1,78       | 27.        | NQ       | NQ      |
| Rzut oszczepem | Yuki Ebihara    | 59,80      | 16.        | NQ       | NQ      |